# Литовцев, Дмитрий Иванович
Дми́трий Ива́нович Лито́вцев (30 января 1922 года, деревня Великий Бобрик, ныне в Краснопольском районе Сумской области Украины — 29 сентября 1989 года, Москва) — советский военачальник, генерал-полковник (1971).

## Биография
Из крестьянской семьи.
В Красной Армии с 1939 года, призывался Сумским районным военкоматом Сумской области. В 1941 году окончил Сумское артиллерийское училище имени М. В. Фрунзе.
Участник Великой Отечественной войны с августа 1941 года. Воевал командиром артиллерийского взвода на Ленинградском фронте. Был тяжело ранен в декабре 1941 года. После выздоровления вернулся на фронт в апреле 1943 года, будучи помощником начальника штаба 1364-го зенитно-артиллерийского полка 27-й зенитной артиллерийской дивизии РГК 4-й гвардейской армии на Степном, Воронежском и 2-м Украинском фронтах. Участвовал в Курской битве, форсировании Днепра и в Нижнеднепровской наступательной операции. Особенно отличился в боях на Днепре, где ему пришлось дважды форсировать реку: в начале октября и в конце ноября 1943 года на другом участке фронта. При форсировании Днепра отвечал за переправу зенитной артиллерии, проявил мужество и распорядительность под огнём врага. За эту операцию был награждён своей первой наградой — орденом Красной Звезды.
Затем воевал в 1467-м зенитно-артиллерийском полку, участвовал в Корсунь-Шевченковской, Ясско-Кишинёвской и в других наступательных операциях. В начале 1945 года капитан Д. И. Литовцев учился в Учебном центре самоходной артиллерии бронетанковых и механизированных войск РККА, после его окончания вернулся на фронт и до Победы воевал командиром дивизиона самоходно-артиллерийского полка. Всего за годы войны был дважды ранен, в том числе 1 раз тяжело.
После войны окончил Военную академию механизации и моторизации РККА имени И. В. Сталина в 1951 году. Командовал полком, танковой дивизией. В 1961 году окончил Военную академию Генерального штаба Вооружённых Сил СССР. С августа 1964 года служил заместителем командующего армией по боевой подготовке, а с апреля 1966 года — первым заместителем командующего 5-й общевойсковой армией Дальневосточного военного округа. С октября 1968 года — первый заместитель командующего Центральной группой войск (Чехословакия). С октября 1970 по май 1976 года — командующий войсками Северо-Кавказского военного округа.
Затем — старший представитель Главнокомандующего Объединёнными Вооружёнными силами государств Варшавского договора при министре обороны Чехословацкой Социалистической Республики. В 1982 году — первый заместитель начальника Военной академии Генерального штаба Вооружённых Сил СССР имени К. Е. Ворошилова. С декабря 1982 года — начальник Главного управления высших военно-учебных заведений Вооружённых Сил СССР. С июня 1988 года — в отставке.
Жил в Москве. Похоронен на Кунцевском кладбище.

## Высшие воинские звания
- генерал-майор танковых войск (22.03.1963)
- генерал-лейтенант танковых войск (21.02.1969)
- генерал-полковник (22.02.1971)

## Награды
- Орден Ленина
- Орден Октябрьской Революции
- Орден Красного Знамени
- Орден Отечественной войны 1-й степени (11.03.1985)
- три ордена Красной Звезды (первый — 20.04.1944[4])
- Медаль «За победу над Германией в Великой Отечественной войне 1941—1945 гг.»
- Медаль «За оборону Ленинграда»
- другие медали СССР
- ордена и медали иностранных государств